# Consulat général de France à Johannesbourg
Le consulat général de France à Johannesburg est une représentation consulaire de la République française en Afrique du Sud. Il est situé sur Jan Smuts Avenue, à Johannesburg, dans le Gauteng.